# Fusobacterium
Fusobacterium es un género de bacterias del filo Fusobacteriota. Algunas de las especies que lo representan contribuyen a numerosas enfermedades, incluyendo enfermedades periodontales, síndrome de Lemierre, angina de Vincent, orofaringitis y úlcera de piel topical. En humanos, constituyen uno de los principales tipos de microbiota del aparato digestivo, y se encuentran en muchas partes del tracto gastrointestinal. Son bacterias Gram negativas, anaerobias y de aspecto filamentoso.
La clindamicina fue el antibiótico más activo frente a especies de Fusobacterium, seguido de cloranfenicol, carbenicilina, y cefoperazona (que fueron aproximadamente igual de activo) y luego cefamandol.